# Tachojustierung
Die Tachojustierung oder Tachoeinstellung ist eine Korrektur der Wegezahl eines Tachometers. Sie wird z. B. erforderlich, wenn ein Auto auf eine neue Felgen- und Reifengröße umgerüstet wird.  Wird der Reifenumfang kleiner, so muss er für den gleichen Weg auf der Fahrbahn mehr Umdrehungen zurücklegen. Der Tacho eilt dann also voraus. Bei einem größeren Reifenumfang als beim Serienreifen geht der Tacho nach.
Der Tacho darf in der EU laut Gesetzgeber nicht nachgehen und um max. 10 Prozent + 4 km/h vorgehen. Vor der Umreifung eines Fahrzeuges sollte überprüft werden, ob die Tachoabweichung mit den neuen Reifendimensionen innerhalb der gesetzlich gestatteten Toleranzen liegt.
Bei über Wellen angetriebenen Tachos war es eine Möglichkeit, ein Zwischengetriebe mit entsprechender Übersetzung in den Wellentrieb zu setzen, so dass am Ende der Welle diese wieder mit der Wegstreckenzahl des Tachos drehte. Eine andere Möglichkeit ist, die eingebaute Feder gegen eine mit anderer Federsteifigkeit auszutauschen. – Tachoangleichungsdienste machen so etwas auch heute noch.
Moderne Tachos sind meistens Bestandteil des Kombiinstruments und bewegen ihre Nadeln über Schrittmotoren. Deren Ansteuerungssignale müssen dann verändert werden. Dieses geschieht über einen Softwareeingriff durch einen Fahrzeugdiagnosecomputer, die Tachojustierung.
Tacho und Kilometerzähler sind im Instrument derart miteinander verbunden, dass die Tachojustierung gleichzeitig auch den Kilometerzähler betrifft.

## Tachomanipulation
Der Begriff „Tachojustierung“ wird umgangssprachlich auch für Tachomanipulation verwendet, bei welcher der Kilometerstand in der Anzeige geändert wird. Tatsächlich betroffen ist dabei der Wegstreckenzähler (Kilometerzähler), nicht der Tachometer selbst. Diese Begriffsverwendung ist zwar technisch falsch, liegt aber in der Tatsache begründet, dass die gesamte Einheit aus Geschwindigkeits- und Wegstreckenzähler umgangssprachlich als „Tacho“ bezeichnet wird. Die Änderung des Kilometerzählers ist nur in definierten Grenzen zum Zwecke der Reparatur rechtlich zulässig. Das Anbieten der Dienstleistung ist in Deutschland ebenfalls verboten.
Jegliche Manipulation an Tachos, etwa um einen höheren Gewinn beim Verkauf zu erzielen (gilt auch für Leasing und Mietfahrzeuge), ist nach § 22b Abs. 1 Nr. 1 Straßenverkehrsgesetz verboten. Trotzdem kommt es zu einer großen Zahl von Manipulationen.

### Prävention der Tachomanipulation in Deutschland und den USA
Während in Deutschland bis vor kurzem die fehlende Kontrollmöglichkeit thematisiert wurde, existierten über die Haftpflichtversicherer und Datendienstleister in den USA längst Webseiten und -Schnittstellen, um Fahrzeug- und Versicherungsdaten online einsehen zu können.
Wer in den USA die Fahrzeug-Identifizierungsnummer eingibt, kann problemlos eine Auskunft über Zeitpunkte und Kilometerstände online einholen. Auch erhältlich sind Informationen über Schadenshistorie, Diebstahlsregister, Serviceinfomationen, Herstellerangaben (wie Originalausstattung und Herstellungsdefekte, die zu Rückrufen führen), sowie vormals gestellte Anfragen über das Fahrzeug.
In Deutschland gibt es mit Motory eine kostenlose Dokumentationslösung, um für sein eigenes Fahrzeug eine transparente Tachostand-Historie nachzuweisen. Ein Kaufinteressent kann sämtliche Kilometerstände einsehen und nachvollziehen, aus welcher Quelle jeder einzelne Tachostand herkommt.

### Indizien
Ein Zettel im Motorraum gibt Auskunft darüber, wann und bei welchem Kilometerstand der Wagen den letzten Ölwechsel erhalten hat (manchmal ist auch der Zettel vom vorletzten noch vorhanden).
Im Innenraum können die Sitze (speziell der Fahrersitz), das Lenkrad und/oder der Schaltknüppel Spuren von Abnutzung zeigen, ebenso die Pedalerie (Gaspedal, Bremspedal, Kupplungspedal). Laut Angaben des Auto Club Europa (ACE) sind solche Verschleißerscheinungen frühestens bei Laufleistungen von mindestens 120.000 Kilometern erkennbar.
Man kann Kontakt zu den Vorbesitzern und den Werkstätten aufnehmen, in denen das Auto war. Die Zulassungsbescheinigung II („Fahrzeugbrief“) nennt die vorherigen Halter. Die Werkstätten speichern jahrelang die Daten ihrer Kunden; viele Rechnungen nennen den Kilometerstand des reparierten oder inspizierten Wagens.
Wer Reparatur- und Inspektions-Rechnungen sowie alte „TÜV-Dokumente“ aufbewahrt, kann beim Verkauf des Wagens dem Käufer dokumentieren, dass er den Wagen instand gehalten hat und welche Kilometerstände der Wagen zu diesen Zeitpunkten hatte.
Kann der Verkäufer teure Reparaturen (z. B. Zahnriemenwechsel, neuer Turbolader) belegen, verbessert dies seine Position im Verkaufsgespräch.
Ein Verkäufer eines Wagens, der in Relation zu seinem Alter eine geringe Laufleistung hat, der keine Rechnungen (oder Einträge im Serviceheft) hat und der nicht sagen will oder kann, bei welcher Kfz-Werkstatt der Wagen war, macht sich verdächtig.